# Ершовка (Воскресенский район)
Ершо́вка — село в Воскресенском районе Саратовской области. Входит в состав Синодского муниципального образования.

## География
Село находится на расстоянии примерно 27 км (по прямой) к северо-западу от села Воскресенское, административного центра района.

### Часовой пояс
Село Ершовка, как и вся Саратовская область, находится в часовой зоне МСК+1. Смещение применяемого времени относительно UTC составляет +4:00.

## Население
| 2010 | 2014 | 2015 |
| ---- | ---- | ---- |
| 38   | ↗47  | ↘40  |

### Национальный состав
Согласно результатам переписи 2002 года, в национальной структуре населения русские составляли 72 % из 32 чел.